# 六月初七
农历六月初七盛传是玉皇大帝打开天庭宮門，視察人間善惡，並降福給善良百姓的日子。有些地方認為是六月初六天貺節天門打開，初七日是眾神集會的日子。
另有一說法稱，本來只有六月初六一種節慶，即是天门开。但公家在六月初六日祭天，不允許一般百姓祭天，於是民間只好改在六月初七祭祀玉帝、天庭眾神。
善信可在初六日或初七日祭拜玉帝、天神，祈求補運，各地略有差異，以台北地區為例，最簡單的方式就是民眾自行到寺廟祭拜補運，需購買祭品，一般會有紙人替身，以及一份紙錢、補運錢，一份米糕（上有一顆龍眼乾），擺在祭品盤中祭拜，備金紙（大箔壽金、壽金、福金、刈金、金白錢等）、餅乾、麵線或油麵等祭拜，上香祭拜完後，將替身、金紙一起焚化掉。再將龍眼殼剝下，這是將過去的厄運去除的意思，然後食用龍眼，象徵福氣圓滿。這類補運習俗目前在關渡宮、行天宮、松山慈祐宮、板橋慈惠宮、艋舺龍山寺、艋舺青山王館、艋舺祖師廟、西門町媽祖廟、大稻埕霞海城隍廟、大龍峒保安宮等知名廟宇都盛行。

## 参看
- 日历
- 六月初五 - 六月初六 - 六月初七 - 六月初八 - 六月初九
- 五月初七 - 六月初七 - 七月初七
- 正月 - 二月 - 三月 - 四月 - 五月 - 六月 - 七月 - 八月 - 九月 - 十月 - 十一月 - 腊月
- 公历6月7日